# Hermann von Stein
Dietrich Karl Hermann Freiherr von Stein (Ansbach, 11 februari 1859 – Völkershausen, Neder-Franken, 26 februari 1928) was een Beiers generaal die het in de Eerste Wereldoorlog tot generaal der Artillerie bracht. De Duitse keizer verleende hem op 20 januari 1917 de IIe Klasse van de Orde van de Rode Adelaar. Het was een bevordering; voor de oorlog droeg hij al de IVe Klasse van deze Pruisische orde.
Generaal von Stein was aan het begin van de oorlog commandant van de 1e brigade Beierse veldartillerie. Hij werd op 30 november 1914 zwaargewond in een lazaret opgenomen waar hij tot 19 januari 1915 bleef. Von Stein kreeg daarna het commando over de 8e Divisie van de Beierse reservetroepen. In die functie bleef hij tot 1 november 1917.
In de slag aan de Somme werden de Beieren onder zijn bevel op 30 juli 1916 uit Maurepas verdreven. In augustus 1916 had Von Stein Maurepas terugveroverd. Hij kon ook de naburige divisies bijstaan in hun gevechten. Voor deze prestaties ontving hij van de Beierse koning op 23 juli 1916 het ridderkruis van de Militaire Max Jozef-Orde.
Eind mei 1917 lagen Von Stein en zijn soldaten voor Ieper waar zij ondanks verwoede Britse aanvallen drie maanden standhielden. Op 10 september 1917 werd de 8e divisie afgelost. Hermann von Stein werd op 22 augustus 1917 bevorderd tot commandeur in de Militaire Max-Josephorde.
Von Stein werd op 20 augustus 1917 door de Duits keizer en koning van Pruisen Wilhelm II met de felbegeerde "Blauer Max", de Orde Pour le Merite onderscheiden.
Aan het einde van oktober 1917 werden Von Stein en zijn divisie deel van het XIVe Leger onder bevel van generaal Otto von Below. Samen met andere eenheden werd een "Gruppe Stein" geformeerd die op 24 oktober 1917 bij Caporetto door de Italiaanse linies brak. Het Italiaanse front stortte ineen en binnen 36 uur stonden de Centralen aan de Torrente Torre. De troepen onder Von Stein trokken de rivier de Tagliamento over en verijdelden zo een Italiaanse poging om daar stand te houden. Tijdens deze chaotische opmars naar Udine werd generaal Albert Berrer door Italiaanse troepen verrast en gedood.
Von Steins opmars kwam aan de Piave tot stilstand en werd vandaar naar het westelijk front overgebracht waar generaal Ludendorff de "Gruppe Stein" op 1 december 1917 liet reorganiseren tot het IIIe Beierse legerkorps. Daarvan bleef Hermann v. Stein tot aan de nederlaag van de Centralen in november 1918 commandant.

## Militaire loopbaan
- Eenjarige vrijwilliger: 1 oktober 1878[1]
- Portepée-Fähnrich: 21 maart 1879[1]
- Secondleutnant: 1 april 1881[1]
- Premierleutnant: 1 oktober 1890[1]
- Hauptmann: 11 juni 1895[1]
- Major: 16 juli 1903[1]
- Oberstleutnant: 27 oktober 1906[1]
- Oberst: 20 februari 1909[1]
- Generalmajor: 7 maart 1912[1]
- Generalleutnant: 10 september 1914[1]
- General der Artillerie: 28 mei 1918[1]
- Disposition gestellt: 29 december 1918[1]

## Onderscheidingen
- Pour le Mérite op 20 augustus 1917[1][5]
  - Eikenloof op 24 november 1917[1]
- IJzeren Kruis 1914, 1e klasse en 2e klasse
- Grootkruis in de Orde van de IJzeren Kroon met Oorlogsdecoratie
- Grootkruis in de Orde van Militaire Verdienste met de Zwaarden
- Commandeurskruis der Ie Klasse in de Saksisch-Ernestijnse Huisorde
- Ridderkruis in de Orde van Verdienste

## Honoraire benoeming
- À la suite bij het Königlich Bayerische 4. Feldartillerie-Regiment König op 14 december 1917[1]